# Widderfeld Stock
Der Widderfeld Stock (auch: Widderfeldstock) ist ein 2351 m ü. M. hoher Berg zwischen dem Melchtal und dem Engelbergertal in der Schweiz. Er liegt auf dem Gebiet der Gemeinden Kerns (Kanton Obwalden) und Wolfenschiessen (Kanton Nidwalden).

## Etymologie
Der Name geht auf das Wort Widder als Bezeichnung für männliche Zuchtschafe zurück, da das Widderfeld (wie ähnliche Ortsnamen) als Weideplatz für Schafe diente.

## Zuordnung

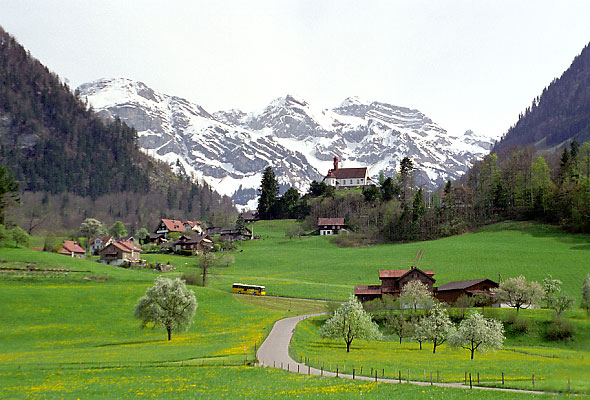
Blick auf Flüeli-Ranft, im Hintergrund die Melchtaler Berge, v. l. n. r.: Widderfeld Stock, Nünalphorn, Huetstock und Barglen

Der Widderfeld Stock gehört zu den Unterwaldner Voralpen und damit zu den Luzerner und Unterwaldner Voralpen (Untersektion 14.III der SOIUSA-Klassifizierung). Zusammen mit dem Nünalphorn, dem Huetstock und dem Barglen bildet der Widderfeld Stock das Panorama der Melchtalerberge, wie es vom Kantonshauptort Sarnen und von Flüeli-Ranft aus zu sehen ist.

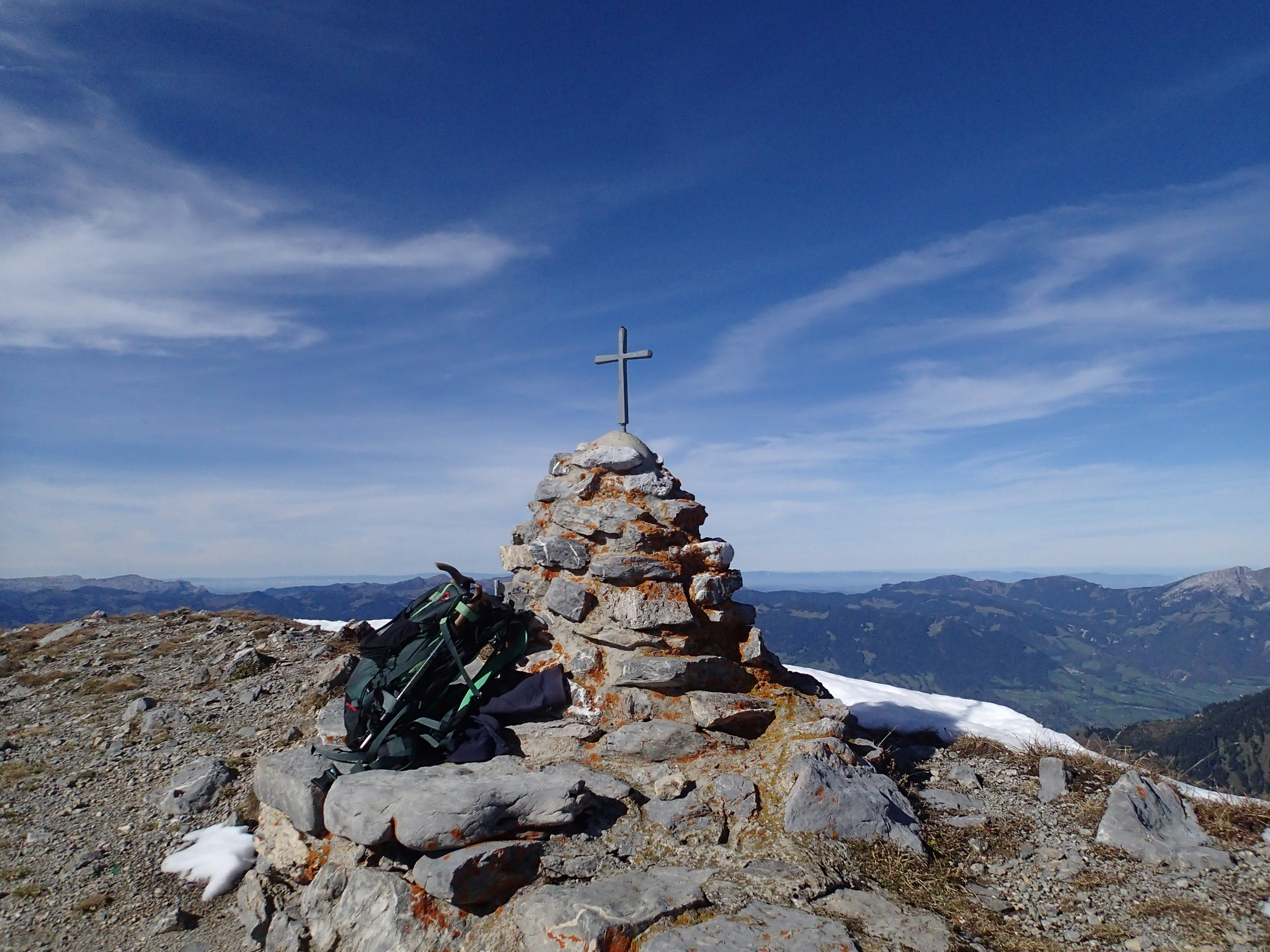
Gipfelkreuz Widderfeldstock

## Geographie
Der Berg ist Teil eines langen Grats, der vom Stanserhorn bis zum Jochpass verläuft. Der eigentliche Gipfel besteht aus einem gebogenen Grat, bei dem der höchste Punkt kaum auszumachen ist. Er ist jedoch mit einer kleinen gemauerten Gipfelpyramide gekennzeichnet. Gegen Norden ist der Widderfeld Stock durch den Storeggpass (1741 m) vom Gräfimattstand, im Süden durch den Bocki-Rotsand (2205 m) vom etwas höheren Nünalphorn getrennt.
Südwestlich des Gipfelgrats liegen unmittelbar die Hänge der Alp Widderfeld mit der Alphütte auf 2257 m ü. M. Damit ist sie eine der höchstgelegenen Alpen. Etwas unterhalb liegt die Alp Gruobi auf 2024 m ü. M. Dort erinnert ein Gedenkstein daran, dass hier am 14. Oktober 1899 Wilderer aus Nidwalden zwei Wildhüter in der Ausübung ihrer Pflicht erschossen haben.